# Grossenlüder
Grossenlüder är en Gemeinde i Landkreis Fulda i det tyska förbundslandet Hessen. Grossenlüder, som för första gången nämns i ett dokument från år 822, har cirka 8 800 invånare.